# Dolmen von Kerviniou
Der 1992 unter Schutz gestellte Dolmen von Kerviniou oder Kervingu liegt etwa südlich von Guiscriff im Arrondissement de Pontivy im äußersten Westen des Département Morbihan in der Bretagne in Frankreich. Die Anlage datiert von etwa 3000–2700 v. Chr. und somit ins Neolithikum. Dolmen ist in Frankreich der Oberbegriff für Megalithanlagen aller Art (siehe: Französische Nomenklatur).
Bei dem als Dolmen bezeichnet Objekt handelt es sich um den Rest einer etwa 10 m langen Allée couverte, von der im Wesentlichen die Kammer erhalten ist. Das herausragende Element der teilweise eingetieften Kammer ist der übergroße in situ erhaltene Deckstein. Vom Gangbereich und der Peripherie sind bis auf einen stehenden Stein nur abgeschlagene Plattenreste erhalten.
In der Nähe liegt die Allée couverte von Keroual.